# Higuera de Zaragoza
Higuera de Zaragoza es una población localizada en el municipio de Ahome, en el norte de Sinaloa, México. la región ancestralmente estaba habitada por los naturales llamados "Ahomes", en los parajes de  la desembocadura del río Fuerte. Esta región, fue visitada y cristianizada en el año de 1604 por el padre Andrés Pérez de Ribas. La primera parte de su nombre se debe a la abundancia de plantas de higos  higuera, y posteriormente, su segunda parte es en memoria de Zaragoza, España. En el año de 1795 se entregaron los primeros títulos de tierras en favor de Bárbara López y Florentino López, iniciándose así el poblamiento hispano.
Una de sus fiestas más importantes de Higuera de Zaragoza es el mismo día que la Batalla de Puebla, el 5 de mayo. Actualmente es sede de su sindicatura homónima. En el censo del 2020 tenía una población total de 9,454 habitantes.

## Política
La Sindicatura esta a bajo la responsabilidad de un Sindico, cargo de elección popular quien es el representante del Presidente Municipal en dicha localidad, y suele en fiscalizar el funcionamiento de dicha localidad con el fin de proteger los intereses de sus representantes.

## Síndicos Municipales[5]
- (1946 - 1950)  Alfredo Villegas Bastidas
- (1951 - 1953)  Esteban Hernández Valdez
- (1954 - 1956)  Leopoldo Martín del Campo Padilla
- (1957 - 1960)  José María Cota García
- (1960 - 1963)  Juan López Ruiz
- (1966 - 1969)  Samuel Valdez Valdez
- (1969 - 1972)  Luis Cota Armenta
- (1972 - 1975)  Vidal Cota Valdez
- (1975 - 1978)  Jesús Arredondo Álvarez
- (1978 - 1981)  Lucrecio Alcaraz Alcantar
- (1981 - 1984)  Indalesio Vázquez Miranda
- (1984 - 1987)  Rafael Cota Reyes
- (1987 - 1990)  Héctor Mario Castro Mora
- (1990 - 1993)  Trinidad Verdugo Ayala
- (1993 - 1996)  Ramón Maxico Ramírez Castro
- (1996 - 1998)  Arturo Valdez Peñuelas
- (1998 - 2002)  Librado Lugo Valenzuela
- (2002 - 2005)  Raúl Enrique Castro Robles
- (2005 - 2008)  Raúl Villegas Ochoa
- (2008 - 2011)  Carlos César Romero Mora
- (2011 - 2014)  Manuel de Jesús Gil Pineda
- (2011 - 2014)  Jorge Valdez Ruelas
- (2014 - 2017)  Alfredo Villegas Ruelas
- (2017 - 2020)  Gonzalo León Sotelo
- (2020 - 2023)  Ricardo de Jesus Lopez Lopez
- (2023 - Actual)  José Ramón Urías Verduzco

## Localidades[6]
Higuera de Zaragoza está conformada por las siguientes comunidades:
- El Aguajito
- Campo pesquero el El Jitzámuri
- Las Lajitas
- El Ranchito
- El Refugio
- Higuera de Zaragoza
- Huacaporito
- Matacahui
- La Despensa
- El Molino
- Las Grullas Margen Derecha
- El Alhuate
- San Isidro
- El Tule
- San Lorenzo Nuevo
- San Lorenzo Viejo
- San Pablo
- Las Bolsas de Tosalibampo 2
- La capilla
- Gloria Ochoa de la Bastida (El Atún)
- La Buena Vista
- Colonia el Ato
- Francisco ceballos Ríos (La Maruchan)
- Colonia Ejidal
- El Sabino
- El Peluchin
- Los Algodones
- Ohuime
- El Ranchito
- Colonia Magisterial
- Colonia Hidráulica

## Demografía
Según el censo del 2020 realizado por el INEGI, Higuera de Zaragoza cuenta con una población de un total de 9,464 habitantes. 4,764 hombres y 4,700 mujeres.

## Clima
Su clima es generalmente húmedo cálido. La temperatura media anual es de 24.4 °C. Se registra una temperatura mínima anual de 17.2 °C y una máxima anual 31.4 °C, siendo la temporada más calurosa la que va de junio a octubre. En el período de referencia, la precipitación pluvial promedio es 322 milímetros anuales, siendo los meses más lluviosos de julio a septiembre.
| Parámetros climáticos promedio de Higuera de Zaragoza | Parámetros climáticos promedio de Higuera de Zaragoza | Parámetros climáticos promedio de Higuera de Zaragoza | Parámetros climáticos promedio de Higuera de Zaragoza | Parámetros climáticos promedio de Higuera de Zaragoza | Parámetros climáticos promedio de Higuera de Zaragoza | Parámetros climáticos promedio de Higuera de Zaragoza | Parámetros climáticos promedio de Higuera de Zaragoza | Parámetros climáticos promedio de Higuera de Zaragoza | Parámetros climáticos promedio de Higuera de Zaragoza | Parámetros climáticos promedio de Higuera de Zaragoza | Parámetros climáticos promedio de Higuera de Zaragoza | Parámetros climáticos promedio de Higuera de Zaragoza | Parámetros climáticos promedio de Higuera de Zaragoza |
| Mes                                                   | Ene.                                                  | Feb.                                                  | Mar.                                                  | Abr.                                                  | May.                                                  | Jun.                                                  | Jul.                                                  | Ago.                                                  | Sep.                                                  | Oct.                                                  | Nov.                                                  | Dic.                                                  | Anual                                                 |
| ----------------------------------------------------- | ----------------------------------------------------- | ----------------------------------------------------- | ----------------------------------------------------- | ----------------------------------------------------- | ----------------------------------------------------- | ----------------------------------------------------- | ----------------------------------------------------- | ----------------------------------------------------- | ----------------------------------------------------- | ----------------------------------------------------- | ----------------------------------------------------- | ----------------------------------------------------- | ----------------------------------------------------- |
| Temp. máx. abs. (°C)                                  | 36                                                    | 36.5                                                  | 38                                                    | 39.5                                                  | 33.5                                                  | 40                                                    | 42                                                    | 44.5                                                  | 43                                                    | 43                                                    | 38.5                                                  | 39                                                    | 44.5                                                  |
| Temp. máx. media (°C)                                 | 24.6                                                  | 26.1                                                  | 28.2                                                  | 30.8                                                  | 33.5                                                  | 36.1                                                  | 37                                                    | 36.7                                                  | 35.9                                                  | 34                                                    | 29.3                                                  | 25                                                    | 31.4                                                  |
| Temp. media (°C)                                      | 17.8                                                  | 18.7                                                  | 20                                                    | 22.3                                                  | 25                                                    | 28.8                                                  | 30.9                                                  | 30.8                                                  | 30.1                                                  | 27.2                                                  | 22.2                                                  | 18.4                                                  | 24.4                                                  |
| Temp. mín. media (°C)                                 | 10.9                                                  | 11.2                                                  | 11.8                                                  | 13.8                                                  | 16.5                                                  | 21.5                                                  | 24.8                                                  | 24.9                                                  | 24.2                                                  | 20.4                                                  | 15                                                    | 11.8                                                  | 17.2                                                  |
| Temp. mín. abs. (°C)                                  | 2.5                                                   | 2                                                     | 4.5                                                   | 6.5                                                   | 8                                                     | 11.5                                                  | 19                                                    | 19.5                                                  | 17.5                                                  | 12                                                    | 5.5                                                   | 1.6                                                   | 1.6                                                   |
| Precipitación total (mm)                              | 18                                                    | 12                                                    | 4                                                     | 0                                                     | 1                                                     | 2                                                     | 43                                                    | 92                                                    | 86                                                    | 25                                                    | 16                                                    | 22                                                    | 322                                                   |
| Fuente: Weatherbase                                   |                                                       |                                                       |                                                       |                                                       |                                                       |                                                       |                                                       |                                                       |                                                       |                                                       |                                                       |                                                       |                                                       |

## Hidrografía

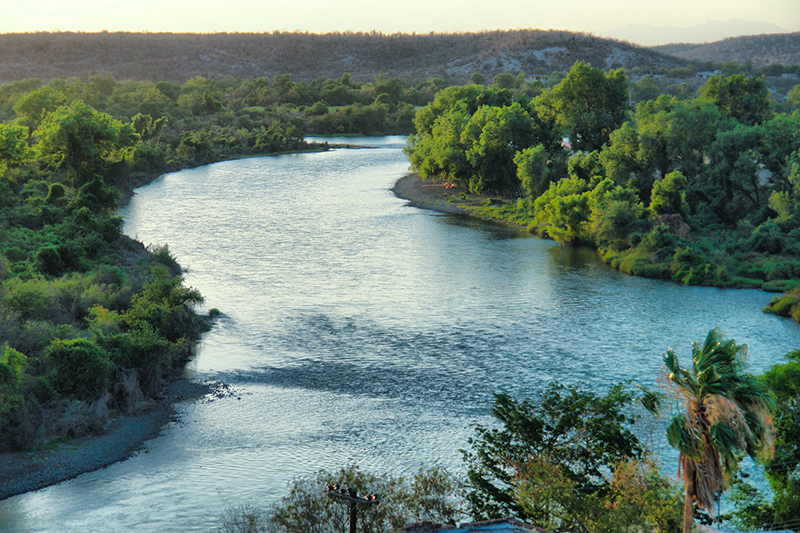
Rio Fuerte

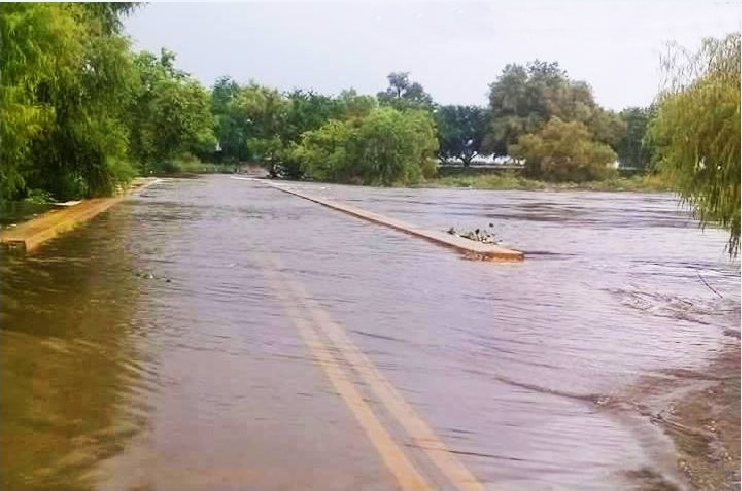
Cierre de la circulación por el puente de San José de Ahome.
Creciente Río Fuerte septiembre de 2015.

Higuera de Zaragoza cuenta con un río de nombre Rio Fuerte el único del municipio de Ahome, cuya cuenca drena parte de los estados de Chihuahua (Sierra Tarahumara) y Sinaloa (Altos del Fuerte y Choix, y el Valle del Fuerte). Se forma por la confluencia de los ríos Verde y Urique.

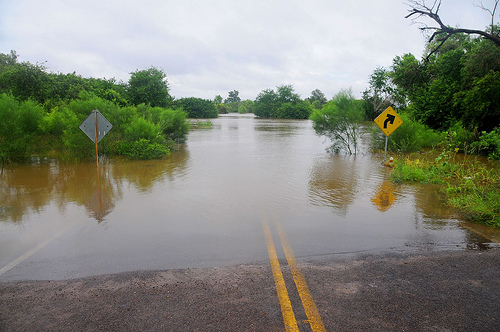
Creciente Río Fuerte 2008.
División con la Sindicatura de Ahome por San José

| Rio        | Longitud (km) | Escurrimiento Superficial (Millones de M3/año) | Área de la Cuenca | Municipios               |
| ---------- | ------------- | ---------------------------------------------- | ----------------- | ------------------------ |
| Río Fuerte | 670           | 5,176                                          | 35,580            | Choix, El Fuerte y Ahome |

## Religión[8]

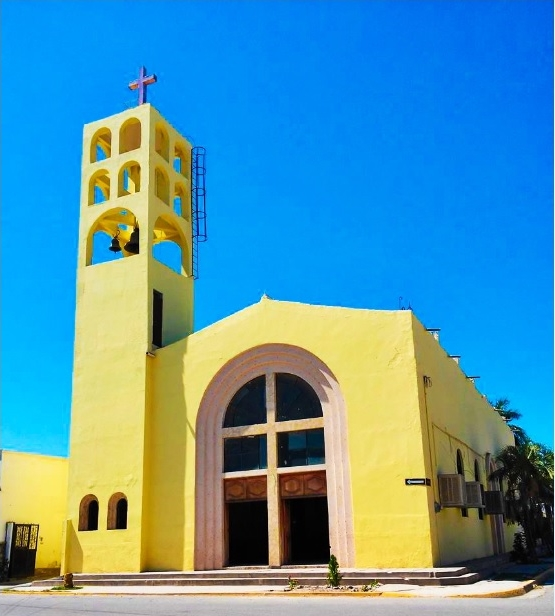
Parroquia Nuestra Señora de Guadalupe

El 80% de la población es de creencia católica.
Higuera de Zaragoza cuenta con una parroquia:  Nuestra Señora de Guadalupe perteneciente a la Diócesis de Culiacán, su obispo actual desde 2023 es S.E. Mons. Jesús José Herrera Quiñonez
La parroquia Nuestra Señora de Guadalupe cuenta con más de 50 años de historia[¿cuántos?]
Su fiesta patronal es el 12 de diciembre.
Sacerdotes:

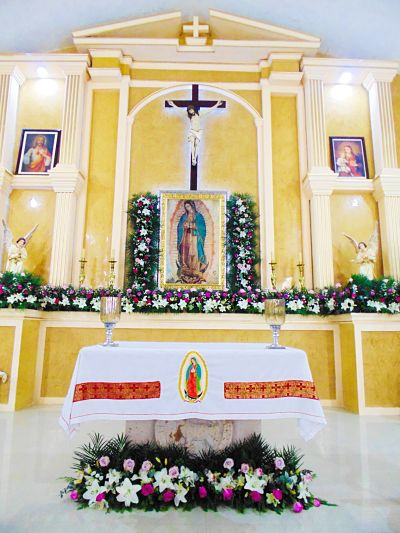
Vista interior de la parroquia, altar Remodelado en 2015

- Pbro. Luis Alberto Robles Torres (2021-Actual)
- Pbro. Martin de Jesús López Sánchez  (2013-2021)
- Pbro. Alejandro Sánchez Gastelum (2007-2013)
- Pbro. Guillermo Muñoz Ruvalcaba
- Pbro. Saul Omero Gastelum Rojo
- Pbro. Miguel Fajardo Piñonez
- Pbro. David Camacho Villareal